# Union pour la République – Mouvement national
L'Union pour la République Mouvement national (UNIR MN) est un parti politique de la République démocratique du Congo (RDC) créé en l'an 2001. Son président et fondateur est le docteur en droit international  Frédéric Boyenga Bofala. Le parti a été officiellement enregistré en RDC par l'arrêté ministériel N°130 du 7 avril 2005 conformément à la loi sur les partis politiques.
Tout comme l'UDPS de Tshisekedi, l'UNIR-MN a choisi de boycotter en 2006, les élections présidentielle et législatives. C'est pourquoi le parti est aujourd'hui écarté de l'ensemble des institutions congolaises, tant au niveau provincial que national.

## Devise
« Refaire la République, mission sacrée d'une génération - nous devons nous réconcilier avec notre histoire et sans esprit de revanche. Nous devons nous réconcilier avec nos morts. »

## Historique
- 15 octobre 2001 : ouverture officielle du dialogue intercongolais à Addis-Abeba, en Éthiopie,
- 17 décembre 2002 : accord global et inclusif de Prétoria (Afrique du Sud) prévoyant la constitution d'un gouvernement de transition et menant au départ des troupes étrangères ainsi qu'à la fin officielle de la deuxième guerre du Congo le 31 décembre 2002,
- 30 mai 2003 : opération « Artémis » - par la résolution 1484, l'Organisation des Nations unies autorise le déploiement de troupes de l'Union de l'Europe occidentale (UEO) durant 3 mois en Ituri pour mettre un terme aux combats opposant les milices,
- 30 juin 2003 : nomination d'un gouvernement de transition ou gouvernement « 1+4 » selon l'« accord global et inclusif de Prétoria » du 17 décembre 2002 ratifié le 2 avril 2003 lors du dialogue intercongolais à Sun City (Afrique du Sud),
- 2e trimestre 2006 : 
  - la communauté internationale - au travers du Comité international d'accompagnement de la transition (CIAT), de Louis Michel (commissaire européen au Développement et à l'Aide humanitaire dans la Commission Barroso I) et de William Swing (responsable politique de la MONUC) - soutient inconditionnellement le processus électoral moribond,
  - les arrestations d'opposants à Kabila s'amplifient,
  - des troupes militaires européennes débarquent à Kinshasa dans le cadre du renforcement des troupes de la MONUC demandé par Kofi Annan (Secrétaire général de l'Organisation des Nations unies) : EUFOR
- Fin 2006 : Fin de la transition - Élection présidentielle et Événements de Kinshasa d'août 2006,
- Décembre 2006 : Joseph Kabila est déclaré vainqueur des élections et les troupes de l'Eufor quittent la RDC.
- 2007 : Gouvernement Gizenga I

## Activité politique
- 2001 : création de l'UNIR MN par Frédéric Boyenga Bofala durant la deuxième guerre du Congo,
- juillet 2001 : Frédéric Boyenga Bofala publie Congo-Zaïre - Refaire la République : mission sacrée d'une génération,
- mars 2002 : l'UNIR MN publie l'Agenda pour le rétablissement et le maintien de la paix dans la région des grands-Lacs, la restauration de l'intégrité territoriale et le rétablissement de la République au Congo-Zaïre,
- janvier 2003 : Frédéric Boyenga Bofala publie Congo-Zaïre - Notre Cause : Le message et les ambitions d'une juste cause,
- mars 2003 : non-participation de l'UNIR MN au dialogue intercongolais à Sun City (Afrique du Sud) ratifiant le 2 avril 2003 l'« accord global et inclusif de Prétoria » du 17 décembre 2002,
- mai 2003 : l'UNIR MN appel à un engagement militaire régulièrement autorisé par le Conseil de sécurité des Nations unies à l'Est du Congo et plus particulièrement en Ituri pour mettre un terme aux viols, massacres, crimes de guerre et au génocide des populations congolaises perpétués lors des combats opposant les milices des Forces démocratiques de libération du Rwanda (FDLR), des Interahamwe, de l'Union des patriotes congolais (UPC), du Front des nationalistes intégrationnistes (FNI), des milices des chefs de guerre rebelles Nkundabatware et Mutebesi du Rassemblement congolais pour la démocratie (RCD) ainsi que des armées étrangères opérant sur le territoire du Congo-Zaïre. L'UNIR MN lance un appel aux armées étrangères opérant sur le territoire du Congo-Zaïre à retirer rapidement toutes leurs troupes. Compte tenu du fait que l'Organisation des Nations unies ne dispose pas de moyens matériels et humains propres et concrets, l'UNIR MN invite l'Union européenne et ses États membres, avec l'appui des États-Unis, à recommander au Conseil de sécurité le vote d'une résolution habilitant des organisations régionales de défense à exécuter de façon appropriée les mesures coercitives par lui adoptées. Le recours au potentiel de l'Organisation du traité de l'Atlantique nord (OTAN) et de l'Union de l'Europe occidentale (UEO) devant contribuer à alléger la tâche du Conseil de Sécurité par le biais d'une délégation de pouvoir en leur faveur se justifie par l'incapacité avérée de l'Union africaine (UA) à résoudre les conflits intra- et/ou inter-étatiques accablant le continent africain,
- 20 octobre 2004 : l'UNIR MN accuse le consensus gouvernemental sur le calendrier électoral d'être une « arnaque politique »,
- 28 octobre 2004 : publication de l'Engagement solennel des ex-forces armées Zaïroises réfugiées en république du Congo au sein de l'Union pour la République Mouvement National (en signe UNIR MN),
- 20 décembre 2004 : l’UNIR MN propose officiellement au gouvernement « 1+4 » de mettre à la disposition de la République sa branche armée à la suite du massacre de Gatumba du 13 août 2004 et à l'agression militaire de décembre 2004 des troupes rwandaises du général Kagame à l'est du Congo au Kivu. Le gouvernement 1+4 laisse cette proposition sans suite,
- 7 avril 2005 : enregistrement officiel de l'UNIR MN en RDC par arrêté ministériel n° 130 conformément à la loi sur les partis politiques,
- 13 juillet 2005 : l'UNIR MN émet des doutes en ce qui concerne le respect de la date du 30 juin 2006 pour la tenue des élections et le caractère démocratique des élections,
- 26 novembre 2005 : l'UNIR MN affirme que « l'unité, l'intégrité territoriale et l'intangibilité des frontières de la RDC sont la clé de voûte de tout l'édifice africain »,
- 7 décembre 2005 : l'UNIR MN accuse le projet de Constitution de la RDC d'être « une imposture juridique et politique, un projet incohérent dans sa démarche et contradictoire dans ses principes »,
- 2e trimestre 2006 : l'UNIR MN ainsi que l'Union pour la démocratie et le progrès social (UDPS) d'Étienne Tshisekedi ne présentent pas de candidat au processus de l'élection présidentielle prévue au plus tard le 30 juin 2006 par la constitution issue des accords de Sun City de juin 2003,
- Avril 2007 : l'UNIR MN émet « l'avertissement au nom de l'intérêt supérieur du Congo-Zaïre »